# Twierdzenie Cauchy’ego (teoria grup)
Twierdzenie Cauchy’ego – twierdzenie teorii grup, mówi ono, że jeśli {\displaystyle G} jest grupą skończoną i {\displaystyle p} jest liczbą pierwszą, będącą dzielnikiem rzędu grupy {\displaystyle G} (liczby elementów grupy {\displaystyle G}), to w {\displaystyle G} istnieje element rzędu {\displaystyle p.} Oznacza to, że istnieje {\displaystyle x\in G} taki, że dla najmniejszego niezerowego {\displaystyle p} zachodzi {\displaystyle x^{p}=e,} gdzie {\displaystyle e} jest elementem neutralnym.
Powyższe twierdzenie związane jest z twierdzeniem Lagrange’a, które mówi, że rząd dowolnej skończonej podgrupy grupy {\displaystyle G} dzieli rząd grupy {\displaystyle G.} Z twierdzenia Cauchy’ego wynika, że dla dowolnej liczby pierwszej {\displaystyle p,} będącej dzielnikiem rzędu {\displaystyle G,} istnieje podgrupa grupy {\displaystyle G,} której rzędem jest {\displaystyle p} i jest to grupa cykliczna.
Twierdzenie Cauchy’ego jest uogólnione przez pierwsze twierdzenie Sylowa, które zakłada, że jeśli {\displaystyle p} jest liczbą pierwszą, a {\displaystyle p^{n}} jest dzielnikiem rzędu grupy {\displaystyle G,} to {\displaystyle G} ma podgrupę rzędu {\displaystyle p^{n}.}

## Twierdzenie i dowód
Ukazało się wiele tekstów, w których twierdzenie dowodzone jest przez silną indukcję, przy użyciu równania klasy, niemniej w przypadku abelowym tak mocne narzędzia nie są konieczne. Można też odwołać się do działań grupy.
Twierdzenie: Niech
{\displaystyle G} będzie grupą skończoną, a {\displaystyle p} liczbą pierwszą. Jeśli {\displaystyle p} dzieli rząd grupy {\displaystyle G,} to {\displaystyle G} ma element rzędu {\displaystyle p.}

### Dowód 1
Na początku udowodnimy twierdzenie w przypadku szczególnym, gdzie G jest abelowa, a następnie zajmiemy się przypadkiem ogólnym. Oba przypadki udowodnimy przez indukcję względem {\displaystyle n=|G|.} Przypadek, gdzie {\displaystyle n=p} jest trywialny, ponieważ dowolny element (nie neutralny) ma rząd {\displaystyle p.} Przypuśćmy najpierw, że {\displaystyle G} jest abelowa. Weźmy dowolny element {\displaystyle a,} który generuje grupę cykliczną {\displaystyle H.} Jeśli {\displaystyle p} dzieli {\displaystyle |H|,} to {\displaystyle a^{|H|/p}} jest elementem rzędu {\displaystyle p.} Jeśli {\displaystyle p} nie dzieli {\displaystyle |H|,} to dzieli rząd {\displaystyle [G:H]}grupy ilorazowej {\displaystyle G/H,} która z założenia indukcyjnego zawiera element rzędu {\displaystyle p.} Element ten jest warstwą {\displaystyle xH} dla {\displaystyle x\in G.} Jeśli {\displaystyle m} jest rzędem {\displaystyle x\in G,} to {\displaystyle x^{m}=e} w {\displaystyle G} daje, że {\displaystyle (xH)^{m}=eH} w {\displaystyle G/H,} więc {\displaystyle p} dzieli {\displaystyle m.} Jak wcześniej, {\displaystyle x^{m/p}} jest elementem rzędu {\displaystyle p} w {\displaystyle G,} co kończy dowód w przypadku abelowym.
Rozważmy teraz przypadek ogólny. Niech {\displaystyle Z} będzie centrum {\displaystyle G,} które jest podgrupą abelową. Jeśli {\displaystyle p} dzieli {\displaystyle |Z|,} to {\displaystyle Z} zawiera element rzędu {\displaystyle p} w przypadku grup abelowych. Możemy założyć, że {\displaystyle p} nie dzieli rzędu {\displaystyle Z.} Ponieważ nie dzieli {\displaystyle |G|,} to równanie klasy pokazuje, że istnieje co najmniej jedna klasa sprzężoności niecentralnego elementu, której rozmiar nie jest podzielny przez {\displaystyle p.} Rozmiarem tym jest {\displaystyle [G:C_{G}(a)],} więc {\displaystyle p} dzieli rząd centralizatora {\displaystyle C_{G}(a)} elementu {\displaystyle a} w {\displaystyle G,} który jest podgrupą właściwą, ponieważ {\displaystyle a} nie jest centralny. Z założenia indukcyjnego podgrupa ta zawiera element rzędu {\displaystyle p,} co kończy dowód.

### Dowód 2
W tym dowodzie skorzystamy z faktu, że dla dowolnego działania w grupie (cyklicznej) rzędu {\displaystyle p,} gdzie {\displaystyle p} jest liczbą pierwszą, jedynymi możliwymi rozmiarami orbity są {\displaystyle 1} i {\displaystyle p} co wynika z twierdzenia o orbitach i stabilizatorach. Nasza grupa cykliczna działa na zbiór {\displaystyle X=\{(x_{1},\dots ,x_{p})\in G^{p}:x_{1}x_{2}\ldots x_{p}=e\}} skończonych ciągów z {\displaystyle G} o długości {\displaystyle p,} których iloczyn daje element neutralny. Zbiór tych {\displaystyle p} elementów jest jednoznacznie określony przez wszystkie jego składniki z wyjątkiem ostatniego, ostatni element musi być odwrotnością iloczynu poprzednich elementów. Widać także, że {\displaystyle p-1} elementy mogą być dowolnie wybrane. Zatem zbiór {\displaystyle X} ma {\displaystyle |G|^{p-1}} elementów, które są podzielne przez {\displaystyle p.}
Z faktu, że jeśli {\displaystyle ab=e,} to także {\displaystyle ba=e,} wynika, że każda cykliczna permutacja wyrazów elementu z {\displaystyle X} daje element zbioru {\displaystyle X.} Można określić działanie w grupie cyklicznej {\displaystyle C_{p}} rzędu {\displaystyle p} na {\displaystyle X} przez cykliczne permutacje składników. Innymi słowy, w {\displaystyle C_{p}} wybrany generator przypisuje {\displaystyle (x_{1},x_{2},\dots ,x_{p})\mapsto (x_{2},\dots ,x_{p},x_{1}).}
W ramach tego działania orbity mogą mieć wielkość {\displaystyle 1} lub {\displaystyle p.} Działo się tak dla uporządkowanego zbioru {\displaystyle (x,x,\dots ,x),} dla którego {\displaystyle x^{p}=e.} Zliczając elementy {\displaystyle X} na orbitach i redukując modulo p, widzimy, że liczba elementów spełniających {\displaystyle x^{p}=e} jest podzielna przez {\displaystyle p.} Ale {\displaystyle x=e} jest jednym z takich elementów, więc musi być co najmniej {\displaystyle p-1} innych rozwiązań dla {\displaystyle x} i te rozwiązania są elementami rzędu {\displaystyle p.} To kończy dowód.

## Zastosowania
Natychmiastową konsekwencją twierdzenia Cauchy’ego jest charakteryzacja p-grup skończonych, gdzie {\displaystyle p} jest liczbą pierwszą. W szczególności, skończona grupa {\displaystyle G} jest p-grupą (czyli wszystkie jej elementy mają rząd {\displaystyle p^{k}} dla dowolnej liczby naturalnej {\displaystyle k}) wtedy i tylko wtedy, gdy {\displaystyle G} ma rząd {\displaystyle p^{n}} dla dowolnej liczby naturalnej {\displaystyle n.} Możemy skorzystać z przypadku abelowego twierdzenia Cauchy’ego w dowodzie indukcyjnym pierwszego twierdzenia Sylowa podobnie jak w pierwszym dowodzie powyżej, chociaż istnieją dowody, w których unikamy sprawdzania osobno specjalnego przypadku.